# Smith’s Island
Smith's Island ist eine Insel im Nordosten von Bermuda, gelegen in der Bucht Saint George’s Harbour zwischen Paget Island im Norden und Saint David’s Island im Süden.
Das dicht bewaldete Smith's Island ist die drittgrößte Insel im bermudischen Verwaltungsgebiet Saint George’s Parish und etwa 1200 Meter lang und maximal 280 Meter breit. Sie ist dünn besiedelt und nur mit einigen wenigen Villen an der Nord- und Südküste bebaut. 
Die Insel war eines der ersten von englischen Kolonialisten ab 1612 besiedelten Gebiete von Bermuda. Sie ist nach dem englischen Aristokraten Thomas Smith (1588–1625) benannt.